# August Bohnert
August Bohnert (* 6. November 1856 in Lahr; † 5. Juli 1940 in Neckarsulm) war württembergischer Oberbergrat. Er war maßgeblich beim Aufbau des 1899 in Betrieb genommenen neuen Salzbergwerks in Kochendorf für die Saline Friedrichshall in Jagstfeld beteiligt, die sich unter seiner Verwaltung um 1900 zum Schwerpunkt der württembergischen Salzgewinnung entwickelte. Ab 1912 war er Vorstand des württembergischen Bergratskollegiums. Er wurde mit mehreren Orden ausgezeichnet und 1912 zum Ehrenbürger von Jagstfeld und Kochendorf ernannt.

## Leben
Bohnert wurde als Sohn eines Schreiners geboren, besuchte in seinem Geburtsort Lahr die Volksschule, erhielt dann Privatunterricht und wechselte in die 9. Klasse der Oberrealschule in Stuttgart, wo er 1877 die Reifeprüfung absolvierte. Danach war er Einjährig-Freiwilliger beim württembergischen Grenadier-Regiment „Königin Olga“ (1. württ.) Nr. 119 und begann 1878 ein Studium an der Polytechnischen Hochschule Stuttgart, wo er 1881 die erste Dienstprüfung im Berg-, Hütten- und Salinenfach abschloss. Seit 1878 gehörte Bohnert der Akademischen Verbindung Gaudeamus Stuttgart (1933–1936 Burschenschaft Gaudeamus Stuttgart) an.
Nach verschiedenen praktischen Erfahrungen, unter anderem im Erzbergwerk in Wasseralfingen und in der Saline in Jagstfeld, absolvierte er 1883 die zweite Dienstprüfung. Danach war er als Bergkadett im Hüttenwerk in Königsbronn tätig. 
1888 kam er erneut zur Saline Friedrichshall in Jagstfeld, wo er 1888 stellvertretender Bergwerks-Inspektor und 1889 Bergwerks-Inspektor wurde. Als 1895 der Schacht der Saline Friedrichshall in Jagstfeld wegen Wassereinbruch aufgegeben werden musste, oblag Bohnert die Leitung des Aufbaus eines neuen Salzbergwerks im benachbarten Kochendorf, wie Jagstfeld heute Teil der Stadt Bad Friedrichshall. Bohnert bewarb sich zwar unterdessen als Salinenverwalter von Wilhelmshall bei Rottweil und erhielt diesen Posten auch, doch nur unter dem Vorbehalt, dass er den Aufbau des Schachts König Wilhelm II. in Kochendorf abschloss. Dieser wurde nach Inbetriebnahme 1899 zum Schwerpunkt der württembergischen Salzgewinnung, so dass Bohnert dort blieb, 1901 Salinenverwalter wurde und 1905 den Titel des Bergrats verliehen bekam. Außer der Saline in Friedrichshall und dem Bergwerk in Kochendorf hatte er als Verwalter auch die Saline Clemenshall im nahen Offenau mitzuverwalten. 1908 wurde er Vorstand der Saline Friedrichshall und verlegte im Folgejahr seinen Wohnsitz von Kochendorf nach Jagstfeld in eine Beamtenwohnung im Salinengelände. 1910 wurde er mit dem Ritterkreuz des Ordens der Württembergischen Krone ausgezeichnet. 1912 wurde er Technischer Rat beim königlichen Bergratskollegium und zum Oberbergrat befördert. Wenig später wurde er von König Wilhelm II. zum Vorstand des Bergratskollegiums erhoben. Zur Wahrnehmung seiner neuen Aufgaben übersiedelte er nach Stuttgart. Zum Abschied von der Saline in Jagstfeld wurde er 1912 zum Ehrenbürger von Jagstfeld und Kochendorf ernannt. 
Im Ruhestand nach dem Ersten Weltkrieg kehrte er zunächst nach Offenau zurück und erbaute sich dann ein Haus in Jagstfeld, wo er seinen Lebensabend verbrachte.
Er war ab 1885 in erster Ehe verheiratet mit Agnes Ottilie Bohnert (1860–1888), die nach der Geburt von Sohn Friedrich (1888–1966) im Kindbett verstarb. Der zweiten Ehe ab 1893 mit Anna Frank (1866–1949) entstammte der dem Vater gleichnamige, spätere Regierungsbauinspektor August Bohnert (1893–1980).